# Perjanici
Perjanici su organ policijske vlasti osnovan kad i Garda 1831. za doba crnogorskoga vladara Petra II. Petrovića Njegoša, najprije za potrebe njegove tjelesne zaštite.
U početku ih je bilo osmorica, no ubrzo je njihov broj povećan na 30 uz godišnju plaću od 80 fiorina. Perjanicima je zapovjedao perjanički kapetan koji je ima plaću od 140 fiorina, a prvi je bio kapetan Nikola Kaluđerović.
1837. su Perjanici uniformizirani a na crnogorskim kapama su nosili posebno uočljive grbove - dvoglavoga crnogorskog orla s jako raširenim i uzdignutim krilima.
Bili su i izvršioci kazni strijeljana počinitelja najtežih djela a egzekucije su obavljane kod Vlaške crkve na Cetinju.
U drugoj polovici 19. stoljeća, poput Garde, prestali su postojati kao posebna formacija.
Suvremena Uprava policije Crne Gore, odnosno njezina konjička postrojba, baštini tradiciju Perjanika.
Također su uniforme počasne garde rezidencije predsjednika Crne Gore na Cetinju skrojene po uzoru na perjaničke.

## Vanjske poveznice
- O perjaničkoj tradiciji Uprave policije Crne Gore[neaktivna poveznica]

- Historijat crnogorske policije